# Agnès de Méranie
Pour l’article homonyme, voir Agnès de Méranie (1215-1263).
Titre
Reine des Francs
1er juin 1196 – 20 juillet 1201
(5 ans, 1 mois et 18 jours)
Agnès de Méranie ou Agnès d'Andechs, alternativement prénommée Marie, née vers 1172, morte le 20 juillet 1201 à Poissy, est une fille de Berthold IV, duc de Méranie, et d'Agnès de Wettin. Elle est devenue reine des Francs par son mariage avec Philippe II de France tandis que sa sœur Gertrude de Méranie épouse le roi André II de Hongrie. Ces derniers sont les parents de Sainte Élisabeth de Hongrie.

## Biographie

### Reine des Francs
Veuf d'Isabelle de Hainaut, le roi Philippe II se remarie le 14 août 1193 avec Ingeburge de Danemark, mais, pour des raisons encore inexpliquées, la prend en horreur le lendemain de sa nuit de noces et fait annuler le mariage le 5 novembre 1193 par une assemblée d'évêques complaisants.
Le 1er juin 1196, Agnès devient la troisième épouse de Philippe Auguste.

### Descendance
Elle donne naissance à trois enfants :
- Marie (1199-1224), qui épouse en 1206 Philippe Ier, comte de Namur (1175-1212), puis en 1213 Henri Ier, duc de Brabant (v.1165-1235) ;
- Philippe Hurepel (1197-1234), comte de Clermont et de Boulogne, qui épouse en 1216 Mathilde de Dammartin (v.1202-1259) et hérite du comté de Boulogne ;
- Un fils mort quelques jours après sa naissance (juillet 1201).

### Controverse sur la validité de l'union
Le pape Célestin III déclare le 13 mars 1195 illégale l'annulation du mariage, mais Philippe II passe outre à la décision pontificale et se remarie le 1er juin 1196 avec Agnès de Méranie.
Mais si le pape Célestin III meurt le 8 janvier 1198 sans avoir pu faire respecter sa décision, son successeur Innocent III entend confirmer la condamnation de l'annulation et la faire respecter. Après des négociations infructueuses, il lance, le 13 janvier 1200, l'interdit sur le royaume de France, entraînant la suspension de toutes les activités du clergé.
Cette situation risquant de créer des émeutes, Philippe II finit par se soumettre, fait mine de faire revenir Ingeburge à la cour. Lors d'une assemblée tenue le 7 septembre 1200 au château de Saint-Léger à Nesle, il annonce que l'interdit est levé. Mais il l'enferme à Étampes et reste auprès d'Agnès de Méranie. En mars 1201, le concile de Soissons se conclut par l'échec de Philippe Auguste à faire casser son mariage avec Ingeburge.

### Mort et sépulture
En juillet 1201, Agnès de Méranie meurt en donnant naissance à un troisième enfant qui lui aussi meurt peu après sa naissance. Philippe Auguste parvient à faire reconnaître du pape la légitimité des enfants nés d'Agnès - c'est Pierre de Corbeil, archevêque de Sens, qui contre-signe l'acte.
Elle est inhumée en l'abbaye royale de Saint-Corentin à Septeuil à une quinzaine de kilomètres au Sud de Mantes.

## Dans la fiction

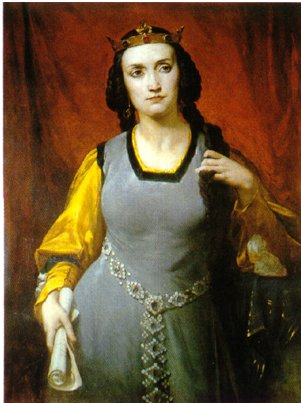
L'actrice Marie Dorval dans le rôle d'Agnès de Méranie.

- Agnès de Méranie, tragédie en 5 actes jamais portée à la scène d'Amédée de Césena, publiée en 1842[8].
- Agnès de Méranie, tragédie en 5 actes de François Ponsard, présentée pour la première fois au théâtre de l'Odéon à Paris le 22 décembre 1846, avec Marie Dorval dans le rôle-titre[9].